# یواف‌سی (بازی ویدئویی)
«یواف‌سی» (انگلیسی: Ultimate Fighting Championship) یک بازی ویدئویی در سبک بازی مبارزه‌ای است که توسط Crave Entertainment و در سال ۲۰۰۰ و در پلت‌فرم‌های دریم‌کست و پلی‌استیشن منتشر شده‌است.